# Elis Rydh

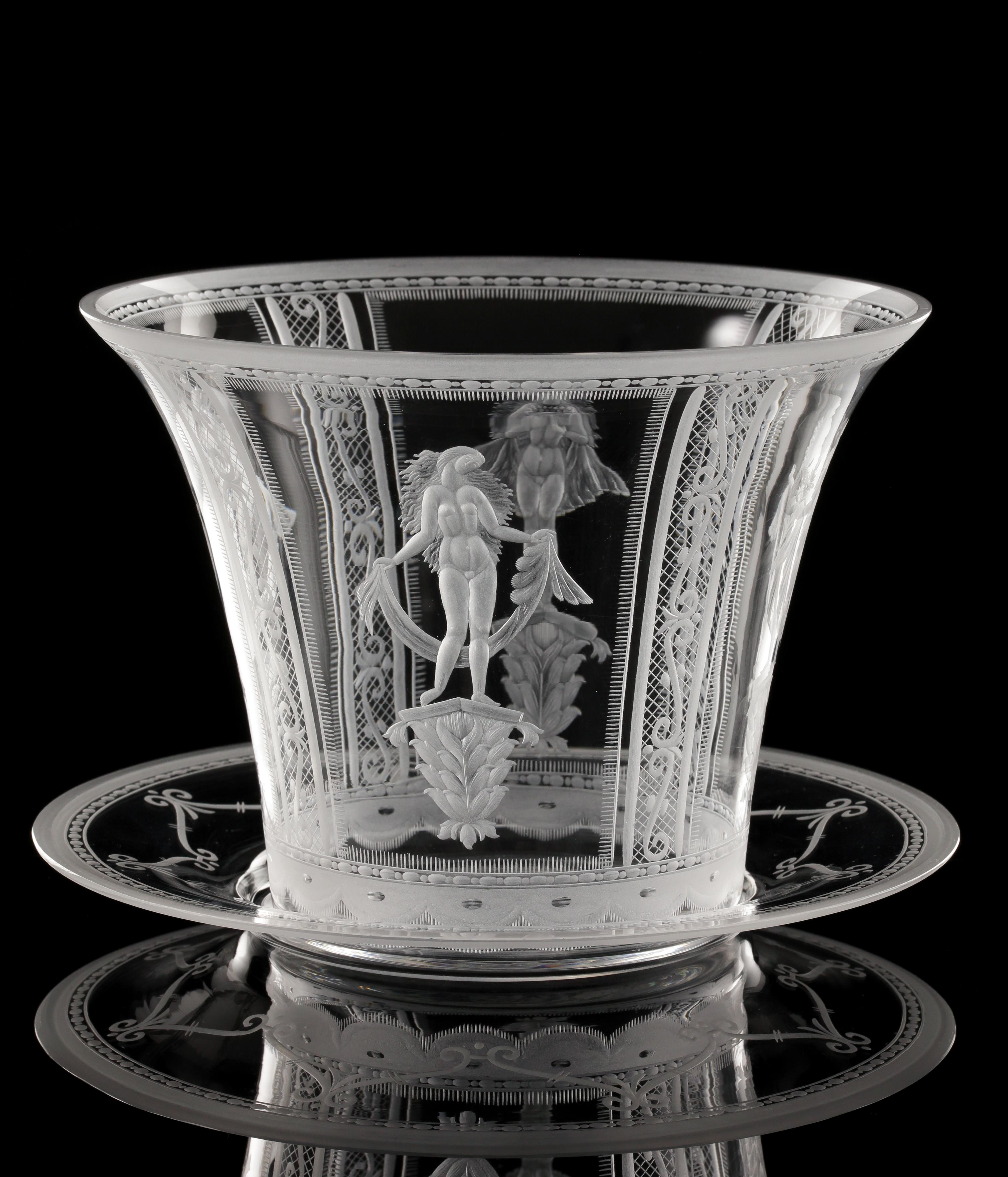
Skål med fat graverad av Elis Rydh, designad av Simon Gate 1926, för Orrefors glasbruk.

Bror Elis Rydh, född 8 september 1881 i Ekeberga socken, Kronoborgs län, död 26 maj 1964 i Hälleberga, var en svensk glasgravör. 
Han var son till glassliparen Frans Ryd och Helena Johansdotter och från 1910 gift med Anna Persson (1889–1961). Rydh arbetade först vid Eda glasbruk och Kosta glasbruk där han lärde sig tekniken att gravera glas. Han anställdes 1917 vid Orrefors glasbruk där hans huvuduppgift var att överföra Edward Hald och Simon Gates skisser till gravyrer i glasföremålen. Han var kvar vid Orrefors fram till sin pension 1957. Rydh finns representerad vid bland annat Smålands museum i Växjö med glasgravyrer. Makarna Rydh är begravda på Hälleberga kyrkogård.